# La Vie d'Adolf Hitler
Pour les articles homonymes, voir Hitler (homonymie).
La Vie d'Adolf Hitler (titre original : Das Leben von Adolf Hitler) est un film documentaire ouest-allemand réalisé par Paul Rotha, sorti en 1961. 
Le film est sorti en DVD le 18 août 2005 en France.

## Synopsis
Composé d'images d'archives, La Vie d'Adolf Hitler retrace le destin de celui qui durant douze ans allait diriger l'Allemagne, en l'entraînant dans une Seconde Guerre mondiale, à l'Holocauste, ainsi qu'à sa chute, lors de son suicide en avril 1945.